# یواس‌اس مدیسون (دی‌دی-۴۲۵)
یواس‌اس مدیسون (دی‌دی-۴۲۵) (به انگلیسی: USS Madison (DD-425)) یک کشتی بود که طول آن ۳۴۷ فوت ۷ اینچ (۱۰۵٫۹۴ متر) بود. این کشتی در سال ۱۹۳۹ ساخته شد.